# Plano Nacional de Banda Larga
O Plano Nacional de Banda Larga (PNBL) foi uma iniciativa do governo brasileiro que teve o objetivo de massificar a oferta de acessos banda larga à Internet até o ano de 2014, em que se realizou no Brasil a Copa do Mundo de futebol da FIFA.  O proposto foi pelo Governo brasileiro em 2010 e começou a ser implementado em 2011, estabelecendo como um de seus principais objetivos diminuir os preços cobrados pelo acesso à internet e oferecendo possibilidades de conexão por todo o país. O documento que serviu de base para fundamentar o plano, criado pelo Ministério das Comunicações, sem usar números específicos define banda larga como aquela que "permita aos consumidores finais, individuais ou corporativos, fixos ou móveis, usufruírem, com qualidade, de uma cesta de serviços e aplicações baseada em voz, dados e vídeo". O plano foi apresentado pelo Ministério das Comunicações à Presidência da República no início de 2010 e teve sua estruturação e início dados oficialmente pelo decreto nº 7175 no dia 12 de maio do mesmo ano.
O decreto dá ao Comitê Gestor de Inclusão Digital (CGID) a coordenação do PNBL inclusive com a prerrogativa de estabelecimento de metas. Subordinado ao CGID foi criado o Fórum Brasil Conectado, uma instância deliberativa com atribuições de acompanhar e aprimorar o PNBL.
O programa foi encerrado no final de 2016 com o fim da vigência dos termos de compromissos assinados com as operadoras, divulgado no relatório anual da Anatel. Tentativas de substituir ou atualizar o Plano, como o Brasil Inteligente, não foram concretizadas.

## Metas
O plano original tinha como meta 30 milhões de acessos fixos de banda larga até 2014, incluídos aí os acessos urbanos e rurais em domicílios, propriedades, empresas e cooperativas, número que foi revisto para 40 milhões desde então. Em termos de acessos de banda larga móvel a meta é de 60 milhões de acessos. Também estão contemplados 100% dos órgãos de governo, inclusive escolas públicas, postos de saúde e bibliotecas públicas.
Além das metas quantitativas há diversas diretrizes relacionadas à melhoria da qualidade, estímulo à competição, disponibilidade de financiamento e regulação descritas no plano, tais como a mobilização de estrutura de fibras óticas existente detidas por empresas estatais para viabilizar um novo backbone nacional, novas outorgas para o setor de TV por assinatura via cabo, diminuição de carga tributária, oferecimento de financiamento pelo BNDES, neutralidade da rede e descontingenciamento de recursos do FUST e do FUNTTEL.

## Primeira fase
Em junho de 2010, em encontro do Fórum Brasil Conectado, o presidente da Telebrás Rogério Santanna divulgou critérios para escolha de 100 cidades que deveriam ser atendidas pela primeira fase do PNBL, até o final de 2010, juntamente com o distrito federal e 15 capitais que se encontram no caminho dos anéis ópticos do nordeste e sudeste brasileiros. Os critérios definidos davam atenção tanto à facilidade de implementação, já que os municípios tinham que estar próximos aos pontos de acesso (até 50 km), quanto a maior carência, levando em consideração a penetração da banda larga e o índice de desenvolvimento humano (IDH).
Em agosto do mesmo ano as 100 cidades escolhidas foram anunciadas. A lista foi criticada por operadoras de Internet e pelo Sindicato Nacional das Empresas de Telefonia e de Serviço Móvel Celular e Pessoal (SindiTelebrasil). Segundo o sindicato, 97 das 100 cidades escolhidas já eram atendidas pelos serviços de Internet rápida da iniciativa privada e as metas de abrangência estabelecidas pelo plano para 2014 seriam ultrapassadas pela iniciativa privada já no final de 2010.
No terceiro encontro do Fórum Brasil Conectado, em dezembro de 2010 a Telebrás anunciou o adiamento do atendimento às 100 primeiras cidades para abril de 2011, já que a fase de licitação inicial não estava ainda concluída. Até o final de Maio de 2011 a meta ainda não havia sido atingida e não havia sido anunciada uma nova data. O presidente da Telebras então disse que a nova meta é de atender 150 cidades em 2011.

## Implementação
A Telecomunicações Brasileiras S.A. (Telebrás), antiga holding das empresas estatais de telefonia brasileiras foi reestruturada e reativada pelo governo brasileiro para se tornar a operadora do backbone do PNBL. A Telebrás anunciou no início de 2011 que a contratação das fibras e dos equipamentos necessários para iniciar a operação estava feita e que a liberação dos recursos orçamentários necessários para execução dos contratos firmados pelo Tesouro Nacional é esperada até junho de 2011. Além da infraestrutura existente sob controle de estatais também estão sendo contratados enlaces de operadoras privadas como Intelig e GVT.
A primeira cidade a receber o serviço foi Santo Antônio do Descoberto, em Goiás. 1 Mbps custa R$35, mas o modem via rádio precisa ser comprado separadamente.

## Criticas
Entretanto o programa tem recebido criticas por entidades de defesa do consumidor e observadores da tecnologia pelo limite de download praticado pelo plano que acaba por tornar o plano de banda larga em uma conexão muito longe desta realidade em poucas horas de uso.
As operadoras têm dado pouco apoio ao plano ao esconder o plano em seus sites e não treinar os operadores quanto a esta opção de plano de internet. Questões como venda casada também tem sido criticadas.
O limite de banda do programa em sí não ajuda a tornar os preços mais acessíveis e muito menos a implementação e extensão da rede das empresas privadas (ao menos é o que parece em mais de 9 anos de espera por uma conexão que de para pelo menos mais de uma pessoa usar a internet, internet essa pertecente a empresa que adquiriu toda ou quase toda infraestrutura da antiga telebras).